# Расселлвілл (Іллінойс)
Расселлвілл (англ. Russellville) — селище (англ. village) в США, в окрузі Лоуренс штату Іллінойс. Населення — 98 осіб (2020).

## Географія
Расселлвілл розташований за координатами 38°49′11″ пн. ш. 87°31′48″ зх. д. / 38.81972° пн. ш. 87.53000° зх. д. (38.819776, -87.530010).  За даними Бюро перепису населення США в 2010 році селище мало площу 1,21 км², уся площа — суходіл.

## Демографія
Згідно з переписом 2010 року, у селищі мешкали 94 особи в 46 домогосподарствах у складі 22 родин. Густота населення становила 78 осіб/км².  Було 63 помешкання (52/км²).
Расовий склад населення:
| - 93,6 % — білих - 2,1 % — корінних американців - 1,1 % — азіатів |

До двох чи більше рас належало 3,2 %. Частка іспаномовних становила 0,0 % від усіх жителів.
За віковим діапазоном населення розподілялося таким чином: 14,9 % — особи молодші 18 років, 62,8 % — особи у віці 18—64 років, 22,3 % — особи у віці 65 років та старші. Медіана віку мешканця становила 51,0 року. На 100 осіб жіночої статі у селищі припадало 123,8 чоловіків;  на 100 жінок у віці від 18 років та старших — 116,2 чоловіків також старших 18 років.
Середній дохід на одне домашнє господарство  становив 43 800 доларів США (медіана — 40 625), а середній дохід на одну сім'ю — 59 289 доларів (медіана — 44 063). За межею бідності перебувало 5,0 % осіб, у тому числі 0,0 % дітей у віці до 18 років та 13,3 % осіб у віці 65 років та старших.
Цивільне працевлаштоване населення становило 30 осіб. Основні галузі зайнятості: виробництво — 36,7 %, роздрібна торгівля — 20,0 %, освіта, охорона здоров'я та соціальна допомога — 13,3 %, мистецтво, розваги та відпочинок — 6,7 %.